# Fantastická zvířata: Brumbálova tajemství
Fantastická zvířata: Brumbálova tajemství (v anglickém originále Fantastic Beasts: The Secrets of Dumbledore) je třetí film ze série Fantastická zvířata od režiséra Davida Yatese. Původně byla předběžná premiéra filmu naplánována na listopad 2020, ale studio Warner Bros. přesunulo premiéru na 15. července 2022, kvůli tomu, aby filmaři měli více času na přípravy, studio se chtělo více zaměřit na kvalitu a nechtěli vydání filmu uspěchat. Během odhalení názvu třetího dílu bylo datum premiéry posunuto na 15. dubna 2022. Děj filmu se měl původně zčásti odehrávat v Brazílii, ovšem nakonec byla tato lokace změněna na Bhútán.[ve zdroji nenalezeno] Původně se mělo s natáčením filmu začít již v létě 2019, ale zahájení bylo kvůli rozsáhlým přípravám přesunuto až na podzim téhož roku.

## Děj
První scénou filmu je setkání Albuse Brumbála a Gellerta Grindelwalda v nejmenované restauraci, kde si vyznají vzájemné city. Grindelwald vyzývá ke zničení mudlovského světa, což Brumbál zamítá jako šílenství, a že takové ideje kdysi podporoval jen kvůli mládí a nerozumu. Vzápětí restaurace vzplane a vychází najevo, že se pravděpodobně jedná o Brumbálovu vzpomínku či představu.
Hlavní příběh se začíná odvíjet o nějakou dobu poté, co Mlok Scamander poprvé přicestoval (v prvním díle) do New Yorku a poznal zde sestry Goldsteinovy a Jacoba Kowalského, a tedy i po událostech druhého dílu. Tina Goldsteinová se mezitím stala vůdkyní bystrozorů v USA, Jacob nadále vede své pekařství, ačkoliv velmi teskní po Queenie, která přešla na Grindelwaldovu stranu, a Mlok Scamander nadále studuje fantastická zvířata. Úvod filmu sleduje právě jeho, když přicestuje do čínského Kweilinu, kde pomáhá  porodit čchi-linovi — magickému stvoření, které vidí do duše i do budoucnosti. Grindelwaldovy stoupenci, vedeni Credencem Holkostem, však napadnou a zabijí matku a unesou novorozence, kterého Grindelwald později zabije, aby využil jeho schopnosti předvídání. Nicméně, aniž by to věděli, čchi-lin měla dvojčata, z nichž to mladší se Mlokovi povede zachránit.
Albus Brumbál, který nemůže bojovat s Grindelwaldem kvůli jejich krevnímu paktu, naverbuje Mloka, jeho bratra Thesea, profesorku z kouzelnické školy v Stříbranově Lally Hicksovou, senegalsko-francouzského kouzelníka Jusufa Kamu, amerického nečara Jacoba Kowalskiho a Mlokovu asistentku Bunty Broadacrovou, aby zmařili Grindelwaldův plán na světovou nadvládu. Jusuf Kama je vybrán jako špion a zaslán do Grindelwaldova vnitřního kruhu stoupenců, zatímco ostatní jsou vysláni do Berlína v Německu. Naši hrdinové jsou zde svědky toho, jak je Grindelwald zproštěn Mezinárodním sdružením kouzelníků (anglicky International Confederation of Wizards) všech obvinění z trestných činů a následně kandiduje na Nejhlavnějšího hlavouna, vůdce celého kouzelnického světa. Sdružení se domnívá, že zatčení Grindelwalda by mu mohlo získat větší podporu, ale jeho porážka v legitimních volbách určitě jenom podkope jeho sílu.
Grindelwaldovi stoupenci, kteří ovládli německé Ministerstvo kouzel, zatknou Thésea a kují pikle za účelem zavraždění brazilské kandidátky na Nejhlavnějšího hlavouna, Vicêncie Santosové. Brumbál poručí Mlokovi a Lally, aby zachránili Thésea a zmařili atentát. Zatímco Mlok jen taktak zachrání svého bratra z tajného německého kouzelnického vězení, Lally a Jacob zmaří pokus o atentát. Jacob je však následně neprávem obviněn z pokusu zabít Grindelwalda a on a Lally sotva uniknou, což dává Grindelwaldovi důvod obrátit kouzelnický svět proti všem mudlům. Mezitím Grindelwald vyšle Credence, aby zavraždil Brumbála. Brumbál Credence velmi rychle porazí a vyjde najevo, že Credence je nemanželským synem Brumbálova mladšího bratra Aberfortha. Když se Credence dozví, kdo je jeho otec, a Albus ho ušetří, začne pochybovat o své loajalitě ke Grindelwaldovi. Mimoto též záhy vyjde najevo, že stejně jako Credence byla obskuriál i Albusova mladší sestra Ariana.
Kouzelní světoví vůdci se shromažďují v Bhútánu, aby zvolili nového Nejhlavnějšího hlavouna starověkou tradicí, podle které se čchi-lin ukloní kandidátovi s čistým srdcem. Grindelwald použije nekromancie k oživení čchi-lina, kterého předtím zabil, a zmanipuluje volby tím, že ho přinutí poklonit se mu během obřadu. Okamžitě vyhlásí válku všem mudlům a mučí Jacoba za to, že se ho pokusil zavraždit. Nicméně Credence a Queenie, kteří se Grindelwalda zřeknou, pomohou Mlokovi odhalit pravdu. Bunty se vzápětí objeví s přeživším dvojčetem čchi-lina, který se pokloní Brumbálovi. Ten pozici odmítá a Santosová je místo něj vybrána jako nová vůdkyně kouzelnického světa. Rozzuřený Grindelwald se pokusí zabít Credence, ale ten je zachráněn Albusem a Aberforthem. Brumbálovo a Grindelwaldovo střetávající se kouzlo zlomí pokrevní pakt, který jim bránil, aby na sebe navzájem útočili. Následná bitva mezi nimi se dostává do slepé uličky a tak ji oba vzdávají, načež se Grindelwald přemístí kamsi pryč.
Poté Aberforth přijímá umírajícího Credence a bere ho domů. Jacob a Queenie se vezmou v bývalé newyorské pekárně, kde je přítomna většina skupiny a taky Tina Goldsteinová. Brumbál sleduje obřad zvenčí, poděkuje Mlokovi za pomoc a vzápětí odejde sám do noci.

## Obsazení
| Eddie Redmayne      | Mlok Scamander                    |
| Katherine Waterston | Tina Goldsteinová                 |
| Dan Fogler          | Jacob Kowalski                    |
| Alison Sudol        | Queenie Goldsteinová              |
| Ezra Miller         | Credence Holkost/Aurelius Brumbál |
| Mads Mikkelsen      | Gellert Grindelwald               |
| Jude Law            | Albus Brumbál                     |
| Callum Turner       | Theseus Scamander                 |
| Kevin Guthrie       | Abernathy                         |
| Jessica Williams    | Eulalie Hicksová                  |
| Poppy Corby-Tuech   | Vinda Rosierová                   |
| William Nadylam     | Jusuf Kama                        |
| Victoria Yeates     | Bunty Broadacrová                 |
| Richard Coyle       | Aberforth Brumbál                 |
| Alexandr Kuzněcov   | Helmut                            |

## Produkce

### Hudba
Na hudbě bude opět pracovat James Newton Howard.

## Režie a scénář

### Režie
Film Fantastická zvířata: Brumbálova tajemství bude opět režírovat David Yates.

### Scénař
Scénař napsali Steve Kloves a J. K. Rowlingová

## Vydání
Film Fantastická zvířata: Brumbálova tajemství bude v kinech promítán od 7. dubna 2022 (Česko) se společností Warner Bros. Pictures.